# Diversité ethnique de la population sud-américaine
 (février 2010).
- Si vous ne connaissez pas le sujet, laissez ce bandeau (vous pouvez alors contacter les auteurs).
- Si vous supprimez le contenu mis en cause (vous pouvez préalablement contacter les auteurs),

argumentez précisément cette suppression dans la page de discussion
(un manque de référence n'est pas un argument ; une recherche réelle de référence doit avoir été effectuée, être formellement documentée).
 (février 2010).
Si vous disposez d'ouvrages ou d'articles de référence ou si vous connaissez des sites web de qualité traitant du thème abordé ici, merci de compléter l'article en donnant les références utiles à sa vérifiabilité et en les liant à la section « Notes et références ».
La diversité ethnique de la population sud-américaine correspond aux différentes ethnies (groupements humains définis par leur génétique et par leur culture) dont est composée la population des pays d'Amérique du Sud. 
Cet article prend en compte la Guyana et le Suriname, malgré leur culture dénuée de rapports historiques avec le reste des pays d'Amérique du Sud ; mais ne prend ni en compte la Guyane, région française, ni les pays d'Amérique centrale (se référer alors à l'article Diversité ethnique de la population d'Amérique centrale).

## Analyse ethnologique par pays

### Argentine
La population argentine est largement composée de descendants d'immigrants espagnols ou italiens. Les blancs représentent ainsi 86 % de la population, soit environ 34 millions d'individus. Par ailleurs, le gouvernement argentin continue d'encourager l'implantation d'Espagnols dans le pays. Le reste de la population est constitué de métis issus de croisements entre Européens et Amérindiens (12 %), et de quelques rares Amérindiens (2 %) concentrés à l'extrême ouest du pays, dans la Cordillère des Andes, près de la frontière chilienne[réf. nécessaire]. On compte également  quelque 160 000 Noirs descendants  d'esclaves pour leur grande majorité  et, pour 12 000 d'entre eux, issus d'autres pays  d'Amérique Latine.

### Bolivie
La Bolivie est le pays d'Amérique du Sud qui a la plus forte proportion d'Amérindiens (65 %) soit six millions d'Amérindiens sur neuf millions d'habitants. Ce taux important s'explique par la situation géographique de la Bolivie à cheval sur la cordillère des Andes et l'Amazonie où les Amérindiens vivent en nombre. Le tiers restant de la population se partage entre les métis (25 %) et les blancs d'origine européenne (10 %)[réf. nécessaire].

### Brésil
Le seul pays lusophone d'Amérique du Sud est tout à fait comparable aux pays hispanophones. Les blancs d'origine européenne forment une courte majorité (55 %), vivant pour beaucoup sur le littoral, et en particulier dans le cœur économique du pays, le Sud-est. Les métis (issus d'un mélange entre blanc et noir) forment 22 % de la population, soit plus de 40 millions d'individus. Les métis entre Européens et Amérindiens constituent 12 % de la population et les noirs 11 %. Une majeure partie des populations métissée et noire vit dans des conditions précaires voire misérables (favelas). La déforestation de la forêt amazonienne est responsable de la disparition progressive des Amérindiens, qui ne constituent plus que 0,1 % des Brésiliens, soit 200 000 individus[réf. nécessaire].

### Chili
D'un point de vue ethnologique, la population chilienne est principalement de peau blanche, bien que beaucoup sont issus du métissage. Les blancs d'origine européenne représentent 52 % de la population, les métis 44 % et les Amérindiens sont minoritaires avec 4 % de la population . En effet, le Chili occupe, pour sa plus grande part, la cordillère des Andes où les Amérindiens sont fortement implantés.

### Colombie
Centre historique et culturel de nombreuses civilisations précolombiennes, le pays possède une population assez variée. L'arrivée particulièrement importante des Espagnols a formé une population métissée à 55 %. Les blancs d'origine européenne représentent 20 % des Colombiens et les mulâtres 18 %. Une petite communauté noire (5 %) est également présente. Les Amérindiens ne représentent plus que 2 % de la population[réf. nécessaire].

### Équateur
Comme en Colombie, les métis sont nombreux en Équateur où ils forment 45 % de la population. Les Amérindiens sont bien présents puisqu'ils forment 30 % de la population, soit 4 millions d'individus. Comme au Pérou, cette population importante de métis et d'Amérindiens est due à l'importance des civilisations précolombiennes qui sont très présentes dans les montagnes andines et la forêt amazonienne, territoires qui couvrent ensemble plus des deux tiers du territoire équatorien. Les blancs d'origine européenne représentent néanmoins 15 % de la population ; les noirs et les mulâtres enregistrent ensemble un chiffre de 10 % (8 % de noirs et 2 % de mulâtres)[réf. nécessaire].

### Guyana
Unique pays d'Amérique du Sud où la langue officielle est l'anglais (le pays était une colonie britannique), la Guyana, présente, ainsi que son voisin néerlandophone le Surinam, d'énormes disparités ethniques avec les pays hispanophones et lusophones sud-américains. L'arrivée massive d'Asiatiques et d'Africains dans les Guyanes, au XIXe siècle, explique la répartition actuelle : les descendants des populations venues du sous-continent indien sont majoritaires (50 %) ; les noirs et les métis représentent 44 %. Les Blancs d'origine européenne ne représentent que 2 % de la population. La part des Amérindiens (autrefois majoritaires) est aujourd'hui insignifiante (2 %, soit environ 15 000 individus), vivant pour la plupart dans la partie amazonienne du pays. Enfin, une petite communauté chinoise, arrivée avec les Indiens et les Africains, représente 1 % de la population.

### Paraguay
Situé dans une position de carrefour entre les vastes plaines argentines où l'expansion européenne fut rapide, et la Bolivie andine et amazonienne, le Paraguay compte une majorité écrasante de métis (95 % de la population). Les Amérindiens sont 3 % et les blancs d'origine européenne 2 %.

### Pérou
Les Amérindiens, descendants des Incas massivement présents dans cette région avant l'arrivée des Espagnols, représentent 45 % des Péruviens et sont donc presque majoritaires. Ce sont surtout des Quechuas et des Aymaras. Les métis sont importants eux aussi (37 %). Les blancs d'origine européenne sont 15 %, soit plus de 4 millions d'individus[réf. nécessaire]. 

### Surinam
Colonie britannique puis néerlandaise, le Surinam est le seul pays néerlandophone du continent américain. Sa composition ethnique, proche de celle de la Guyana, a été marquée par l'arrivée massive d'immigrants asiatiques et africains dans les Guyanes au XIXe siècle, notamment en provenance d'Inde. Ceci explique la forte proportion d'Indo-Pakistanais dans le pays : 27 % soit environ 170 000 individus. Le pays est peu peuplé à cause de la forêt amazonienne et du départ d'environ 100 000 Surinamiens vers les Pays-Bas au lendemain de l'indépendance du pays. Les noirs africains, descendants des esclaves qui s'étaient enfuis vers l'intérieur des terres, forment 21 % de la population. Les créoles (d'origine à la fois africaine et européenne) représentent 16 % des Surinamiens. Les Indonésiens (Javanais) forment 14 % de la population car l'Indonésie était une colonie néerlandaise et certains Indonésiens ont émigré vers le Surinam. Les métis forment 13 % de la population. Les Amérindiens, comme en Guyana, sont peu nombreux ; ils ne représentent plus que 4 % de la population, soit à peine plus de 13 000 individus. Les Chinois, arrivés avec les autres Asiatiques, forment une petite minorité (2 %) ; et les blancs d'origine européenne sont rares (1 %, soit moins de 5 000 individus)[réf. nécessaire].

### Uruguay
Situé à l'écart des anciennes régions de culture précolombienne, l'Uruguay ne compte aujourd'hui quasiment plus d'Amérindiens. Les blancs d'origine européenne forment une majorité massive (88 %). Les métis, avec 8 %, devancent les mulâtres et les noirs (4 % des Uruguayens)[réf. nécessaire].

### Venezuela
Avant l'arrivée des conquistadors espagnols, de nombreux groupes amérindiens peuplaient le pays, ce qui explique les 67 % de population métissée. Les blancs d'origine européenne représentent 20 % des Vénézuéliens ; les Noirs 11 %. Les Amérindiens, aujourd'hui peu nombreux (2 %), occupent surtout la forêt amazonienne[réf. nécessaire].

## Analyse ethnologique par ethnies

### Amérindiens
Les Amérindiens représentent environ 26 millions d'individus en Amérique du Sud. Ils sont le plus présents au Pérou (12 millions), en Bolivie (6 millions) et en 
Équateur (4 millions). Le Chili, la Colombie, l'Argentine et le Venezuela en comptent entre 500 000 et 1 million. Au Brésil, ils sont moins de 200 000. En Guyana et au Surinam, leur nombre est très faible (15 000 chacun) et ils ont quasiment disparu d'Uruguay. Ils vivent essentiellement dans les régions andines et amazoniennes. L'arrivée des Européens a considérablement réduit les populations amérindiennes en Amérique du Sud. 

### Blancs d'origine européenne
Les blancs d'origine européenne forment plus de 160 millions d'individus de la population sud-américaine, ce qui en fait le premier groupe du continent. Ils sont plus de 100 millions au Brésil, le pays le plus peuplé. Derrière viennent l'Argentine (34 millions) où les Blancs sont largement majoritaires ; la Colombie (8 millions), le Chili (6-7 millions), le Venezuela (5 millions), le Pérou (4 millions). l'Uruguay (3 millions), où ils sont aussi majoritaires et l'Équateur (2 millions). La Bolivie et le Paraguay comptent chacun moins d'un million de blancs. En Guyana et au Surinam, le nombre de blancs est négligeable (quelques milliers de personnes).

### Métis
Les métis représentent près de 110 millions de Sud-Américains, et forment ainsi le deuxième groupe du continent. La Colombie (24 millions) et le Brésil (22 millions) caracolent en tête devant le Venezuela (17 millions) et le Chili (15 millions) où ils sont largement majoritaires. Au Pérou, ils sont plus de 12 millions de personnes et l'Équateur comptent chacun 10 millions de métis. Le Paraguay, pays où ils forment une écrasante majorité, En Argentine, ils sont près de 5 millions et en Bolivie un peu plus de 2 millions. En Uruguay, Guyana et Surinam, ils sont moins de 300 000.

### Eldoriens[Quoi ?]
Les mulâtres (métis de parents noir et blanc) sont assez nombreux en Amérique du Sud avec 50 millions d'individus, dont 41 millions au Brésil. En Colombie, ils sont 8 millions ; en Équateur, Uruguay et Surinam, ils sont peu représentés (moins de 300 000 personnes). Dans tous les autres pays, leur présence est rare.

### Noirs
Les noirs sont presque 27 millions en Amérique du Sud, et, là aussi, le Brésil est en tête avec 20 millions. Puis viennent le Venezuela (3 millions), la Colombie (2 millions) et l'Équateur (1 million). Enfin ils sont 100 000 en Guyana et 44 000 au Surinam ; ils sont rares dans les autres pays.

### Autres ethnies
Ces ethnies ne figurent qu'en Guyana et au Surinam. Les Chinois sont présents dans les deux pays. Ils sont 8 800 en Guyana et 7 700 au Surinam, soit environ 16 500 personnes. Les Indo-Pakistanais sont majoritaires au Surinam (167 000) et les Indiens d'origine asiatique en Guyana (400 000). Enfin, les Javanais sont 65 000 au Surinam.

## Bilan

### Chiffres généraux pour l'Amérique du Sud
L'Amérique du Sud compte environ 415 millions d'habitants. Les blancs d'origine européenne forment le premier groupe du continent. En effet, ils constituent, avec plus de 160 millions d'individus, 43 % de la population sud-américaine. Les métis se placent en deuxième position avec 109 millions de personnes, soit 29 % de la population. Puis viennent les mulâtres, qui, malgré leur quasi-absence dans la plupart des pays d'Amérique du Sud, sont très présents au Brésil. Au total, ils sont près de 50 millions et représentent donc 13 % de la population sud-américaine. Les noirs et les Amérindiens sont à peu près 26 millions d'individus, soit 7 % des Sud-Américains. Enfin viennent les ethnies minoritaires situées en Guyana et au Surinam. Les Indiens d'origine asiatique, de Guyana, sont 400 000 et ne représentent que 0,11 % de la population d'Amérique du Sud. Les Indo-Pakistanais de Surinam, qui sont 166 000, ne représentent que 0,04 % des Sud-Américains. Les Indonésiens javanais, présents au Surinam, qui sont au nombre de 66 000, forment 0,02 % de la population d'Amérique du Sud. Enfin, les Chinois, présents en Guyana et au Surinam, sont 15 000 et forment donc à peine 0,004 % des Sud-Américains.

### Conclusion de l'analyse ethnologique
La Cordillère des Andes, chaîne de montagnes où s'est massivement développée la culture précolombienne, notamment inca, est surtout peuplée par ses descendants que sont les Amérindiens et par des métis nés d'unions entre Amérindiens et Européens (notamment Espagnols). La forêt amazonienne est essentiellement peuplée d'Amérindiens. Les Européens ne sont pas très présents en Amazonie et dans les Andes, mais ils le sont en nombre plus important sur le littoral est de l'Amérique du Sud (Argentine, Uruguay, Brésil, Chili). On a donc une sorte de limite ethnique est-ouest en Amérique du Sud avec les blancs d'origine européenne à l'est et les Amérindiens et métis à l'ouest. Les pays qui font office de carrefours, situés au centre, comme le Paraguay et le Venezuela, sont peuplés majoritairement de métis. Les Noirs et les mulâtres sont présents un peu partout, mais on les trouve surtout au Brésil, ancienne étape du commerce triangulaire des esclaves. La Guyana et le Surinam, pays sans rapports culturels avec les autres États sud-américains, forment l'exception avec l'afflux d'immigrants d'origine asiatique et africaine au XIXe siècle ce qui leur procure une composition bien particulière.